# 예왕전
예왕전(叡王戦)은 후지야 주최의 쇼기 기전으로, 2015년에 DWANGO 주최로 일반기전으로 창설되어 2017년에 타이틀전으로 승격되었다. 2020년에 주최사가 후지야로 변경되었다. 8대 타이틀전(용왕전, 명인전, 왕위전, 왕좌전, 기왕전, 예왕전, 왕장전, 기성전) 중 서열 6위 기전이다.

## 연혁

### 기전 창설 배경
DWANGO는 본래 프로기사와 컴퓨터 쇼기 소프트웨어가 대결하는 전왕전(電王戦)을 주최하고 있었으나 2015년 "전왕전 FINAL"을 끝으로 마무리 되었다. 단체전으로서는 종결되었으나 유사한 기전의 존속을 희망한 DWANGO가 일본쇼기연맹과 협의한 결과, 우선 DWANGO에서 새로운 기전을 창설하고, 그 우승자가 쇼기전왕토너먼트 우승 소프트웨어와 대결하는 형식으로 전왕전을 재출발시키는 것으로 합의되었다. 이에 일반 공모를 통해 후보를 선정하고, 다시 일반 투표를 통해 최종적으로 "예왕전"으로 기전 이름을 정하고 일반기전으로서 2015년에 창설되었다.

### 일반기전시대(제1-2기)
우승자는 컴퓨터와 대결할 의무가 있다는 특성 상, 다른 기전과 달리 엔트리제의 기전으로서 희망자만 출전하는 기전이었는데, 제1기에는 현역기사 159명 중 154명이 출전한 가운데, 당시 명인을 포함한 4관왕이던 하부 요시하루와 기왕 타이틀을 보유하고 있던 와타나베 아키라가 출전을 포기하였다. 다만, 이전까지는 컴퓨터와의 대결에 현역 타이틀 홀더가 출전하지 않았었으나, 당시 용왕인 이토다니 테츠로와 왕장 고다 마사타카가 예왕전에 출전함으로써 처음으로 컴퓨터와 현역 타이틀홀더 간의 대결의 가능성이 생겼다.
제2기에는 당시 3관왕이던 하부가 출전함으로써 와타나베를 제외한 전 타이틀 홀더가 출전하였고, 최종적으로 사토 아마히코 당시 명인이 우승함으로써 사상 최초로 컴퓨터와 타이틀홀더의 대결이 성사되었다.

### 타이틀전시대(제3기 이후)
현역 명인인 사토 아마히코가 전왕전에서 PONANZA에게 2대0으로 패배하면서 전왕전은 최종적으로 종결되었고 이와 동시에 예왕전은 제3기부터 기전서열 3위의 타이틀전으로 승격됨이 발표되었다. 이에 따라 기존의 엔트리제는 폐지되고, 전기사 강제 참가제로 변경되었다. 일반기전시대부터 이어지는 단위(段位)별 예선 제도는 그대로 유지하였으며, 예선 결승은 3번기에서 7번기로 변경되었고, 제한시간 선택제 등 새로운 시도가 이루어졌다.

### 스폰서 교체
2020년 10월 20일 DWANGO가 예왕전의 주최 계약을 해제함을 발표하였다. 2020년 10월 29일 일본쇼기연맹은 쇼기회관에서 기자발표회를 열어, 예왕전이 제6기부터 후지야와 일본쇼기연맹의 공동주최, 히후미 투자신탁과 SBI 증권의 특별협찬으로 개최됨을 발표하였다. 기전서열은 3위에서 6위로 강등되었고, 단위별 예선 제도는 유지되나 참가자격이 현역기사에 한정되어 여류기사와 아마추어 대표의 참가자격이 사라졌으며, 본선이 24강에서 16강으로 축소, 타이틀전은 7번기에서 5번기로 축소되었다.

## 대회 방식
단위(段位)별 예선, 본선을 통해 도전자를 선발하며, 예왕과 도전자 간의 5번기의 승자가 차기 예왕이 된다. 제한시간은 예선이 1시간, 본선이 3시간, 5번기가 4시간이다(모두 체스클록 방식).

### 단위별 예선
본선시드자(전기 4강)를 제외한 현역기사 전원이 참가하며, 같은 단(段)의 기사들끼리 조를 편성하여 단판 싱글 엘리미네이션 토너먼트 방식으로 본선 진출자를 선발한다. 본선 진출 인원은 4단 1명, 5단 1명, 6단 2명, 7단 2명, 8단 3명, 9단 3명이다.

### 본선
단위별 예선 통과자 12명과 시드자 4명이 1회전부터 결승까지 단판 싱글 엘리미네이션 토너먼트 방식으로 도전자를 선발한다.

## 역대 결승 결과
※ 전적은 우승자 기준으로 O = 승, X = 패, 千 = 천일수, 持 = 지쇼기를 나타낸다.

### 일반기전
| 기 | 연도 | 우승자            | 전적 | 준우승자      | 준결승 패자                        |
| -- | ---- | ----------------- | ---- | ------------- | ---------------------------------- |
| 1  | 2015 | 야마사키 타카유키 | OO   | 고다 마사타카 | 무라야마 야스아키, 나메카타 히사시 |
| 2  | 2016 | 사토 아마히코     | OO   | 치다 쇼타     | 하부 요시하루, 토요시마 마사유키   |

### 타이틀전
| 기 | 연도 | 우승자            | 전적          | 준우승자          | 도전자결정전 패자                                                              |
| -- | ---- | ----------------- | ------------- | ----------------- | ------------------------------------------------------------------------------ |
| 3  | 2017 | 타카미 타이치     | OO千OO        | 카나이 코타       | 타이틀전 승격 첫해는 도전기가 아니므로 준결승전 승자 두 명이 7번승부를 치렀다. |
| 4  | 2018 | 나가세 타쿠야     | OOOO          | 타카미 타이치     | 스가이 타츠야                                                                  |
| 5  | 2019 | 토요시마 마사유키 | 千O持持XXOXOO | 나가세 타쿠야     | 와타나베 아키라                                                                |
| 6  | 2021 | 후지이 소타       | OXOXO         | 토요시마 마사유키 | 사이토 신타로                                                                  |

### 내용주
1. ↑  계약금 규모에 의해 결정
2. ↑  같은 단(段)인 기사들 끼리 예선 조 편성을 함
3. ↑  제1~2국, 제3~4국, 제5~6국을 각각 제한시간 1시간, 3시간, 5시간 중에서 대국자가 결정. 단 세 종류의 제한시간을 모두 2판씩 배정해야 함. 제7국은 제한시간 6시간
4. ↑  본래 번기승부가 봄에 개최될 예정이었으나 코로나19 범유행으로 인한 스케줄 연기로 번기승부가 2020년도 6~9월에 진행되었고, 이후 스폰서가 교체되고 대회가 재정비되면서 번기승부 가을 개최의 일정이 확정되고 제6기 대회의 개최연도가 2021년도가 되었다.
5. ↑  제6기부터 5번기로 변경

### 참조주
1. ↑  “プロ棋士と将棋ソフトの新たな対局「第1期電王戦」開催決定　ドワンゴ主催の「新棋戦」優勝者が人間側代表に” [프로기사와 쇼기소프트의 새로운 대국 "제1기 전왕전" 개최 결정, DWANGO 주최의 "신 기전" 우승자가 인간측 대표로]. 《ITmedia》 (일본어). 2015년 6월 3일. 2020년 8월 8일에 원본 문서에서 보존된 문서. 2020년 10월 31일에 확인함.
2. ↑  “ドワンゴ・日本将棋連盟主催　新棋戦名は「叡王戦」に決定、154名のプロ棋士がエントリー　6月20日（土）は九段の段位別予選で開幕” [DWANGO·일본쇼기연맹 신 기전명은 "예왕전(叡王戦)"으로 결정, 154명의 프로기사가 엔트리. 6월20일(토)에는 9단의 단위(段位)별 예선으로 개막] (일본어). 일본쇼기연맹. 2015년 6월 18일. 2020년 5월 21일에 원본 문서에서 보존된 문서. 2020년 10월 31일에 확인함.
3. ↑  “将棋の佐藤名人、来春ソフトと対局　叡王戦制す” [쇼기의 사토 명인, 내년 봄 컴퓨터와 대국. 예왕전 우승]. 《니혼케이자이 신문》 (일본어). 2016년 12월 11일. 2018년 7월 10일에 원본 문서에서 보존된 문서. 2020년 10월 31일에 확인함.
4. ↑  “将棋「叡王戦」、公式タイトル戦に昇格　ドワンゴ主催” [쇼기 "예왕전", 공식 타이틀전으로 승격. DWANGO 주최]. 《ITmedia》 (일본어). 2017년 5월 20일. 2020년 9월 21일에 원본 문서에서 보존된 문서. 2020년 10월 31일에 확인함.
5. ↑  “ドワンゴ、将棋主催を解除 - タイトル戦の叡王戦” [DWANGO, 쇼기 주최를 해제 - 타이틀전 예왕전]. 《교도 통신사》 (일본어). 2020년 10월 20일. 2020년 10월 20일에 원본 문서에서 보존된 문서. 2020년 10월 31일에 확인함.
6. ↑  “将棋・叡王戦、第6期から不二家が日本将棋連盟と共同主催に 新たな開催概要も発表” [쇼기 예왕전, 제6기부터 후지야가 일본쇼기연맹과 공동주최. 새로운 개최 개요도 발표]. 《Abema Times》 (일본어). 2020년 10월 29일. 2020년 10월 31일에 원본 문서에서 보존된 문서. 2020년 10월 31일에 확인함.